# Eduardo Lago
Eduardo Lago Martínez (Madrid, 15 giugno 1954) è uno scrittore e traduttore spagnolo.

## Biografia
Nato a Madrid nel 1954, risiede dal 1987 a New York dove insegna all'università privata Sarah Lawrence College.
Dopo un M.A. conseguito all'Università autonoma di Madrid, ha completato gli studi all'Università della Città di New York.
Direttore dell'Instituto Cervantes di New York nel 2006, è autore di due raccolte di racconti e due romanzi dei quali il primo, Chiamami Brooklyn, insignito del Premio Nadal nel 2006.
Traduttore dall'inglese allo spagnolo di autori come Henry James, Sylvia Plath, Charles Brockden Brown e Hamlin Garland, ha collaborato con periodici come Diario 16 e quotidiani come El País.
Studioso dell'opera di James Joyce, nel 2002 il suo studio comparativo delle tre traduzioni spagnole dell'Ulisse è stato premiato con il Bartolomé March Award for Excellence in Literary Criticism ed è co-fondatore (insieme allo scrittore Enrique Vila-Matas) dell'Order of Finnegans dedicato al Finnegans Wake.

## Opere

### Romanzi
- Chiamami Brooklyn (Llámame Brooklyn, 2006), Roma, Fazi, 2008 traduzione di Maria Nicola ISBN 978-88-8112-966-9.
- Siempre supe que volvería a verte, Aurora Lee (2013)

### Raccolte di racconti
- Cuentos dispersos (2000)
- Ladrón de mapas (2008)

### Saggi
- The double helix of North American Literature (2018)

## Premi e riconoscimenti
- Premio Nadal: 2006 vincitore con Chiamami Brooklyn
- Premio de la Crítica de narrativa castellana: 2006 vincitore con Chiamami Brooklyn
- Premio Ciudad de Barcelona: 2007 vincitore con Chiamami Brooklyn